# Собків Володимир Дмитрович
Володимир Дмитрович Собків (18 листопада 1924, Малі Чорнокінці, Польща — 2010, ?) — український інженер-геодезист, громадсько-політичний діяч.

## Життєпис
Володимир Собків народився 18 листопада 1924 року в селі Чорнокінці Малі, нині Малі Чорнокінці Чортківського району Тернопільської області України.
Навчався у Чортківській гімназії «Рідної школи», де вступив до Юнацтва ОУН. Під час німецько-радянської війни — у Червоній Армії (1944—1945). Закінчив Хабаровський інститут геодезії і картографії (1951, нині РФ).
Працював проектантом у інститутах міст Тернопіль і Львів. 1989—1992 — у кооперативі «Просвіта» (м. Тернопіль).
Від 1996 — співзасновник і голова Тернопільського міського та обласного відділень Всеукраїнського об'єднання ветеранів.
Помер у 2010 році.

## Нагороди
- орден «За мужність» (1999),
- орден Богдана Хмельницького ІІ-го ступеня (2002),
- «Людина року-2004» (м. Тернопіль),
- «За заслуги» ІІІ-го ступеня (2005),
- відзнака «Знак пошани» І-го ступеня (2001) та інші.